# Condé-sur-Iton
Condé-sur-Iton és un municipi francès situat al departament de l'Eure i a la regió de Normandia. L'any 2007 tenia 850 habitants.

## Demografia

### Població
El 2007 la població de fet de Condé-sur-Iton era de 850 persones. Hi havia 307 famílies, de les quals 66 eren unipersonals (37 homes vivint sols i 29 dones vivint soles), 127 parelles sense fills, 102 parelles amb fills i 12 famílies monoparentals amb fills.
La població ha evolucionat segons el següent gràfic:
Habitants censats

### Habitatges
El 2007 hi havia 418 habitatges, 317 eren l'habitatge principal de la família, 77 eren segones residències i 25 estaven desocupats. 410 eren cases i 6 eren apartaments. Dels 317 habitatges principals, 274 estaven ocupats pels seus propietaris, 41 estaven llogats i ocupats pels llogaters i 2 estaven cedits a títol gratuït; 1 tenia una cambra, 12 en tenien dues, 45 en tenien tres, 89 en tenien quatre i 170 en tenien cinc o més. 238 habitatges disposaven pel capbaix d'una plaça de pàrquing. A 150 habitatges hi havia un automòbil i a 148 n'hi havia dos o més.

### Piràmide de població
La piràmide de població per edats i sexe el 2009 era:
| Homes | Edats   | Dones |
| ----- | ------- | ----- |
| 0     | 95 o +  | 0     |
| 0     | 90 a 94 | 4     |
| 0     | 85 a 89 | 0     |
| 4     | 80 a 84 | 0     |
| 28    | 75 a 79 | 12    |
| 8     | 70 a 74 | 20    |
| 28    | 65 a 69 | 36    |
| 20    | 60 a 64 | 36    |
| 16    | 55 a 59 | 8     |
| 24    | 50 a 54 | 24    |
| 28    | 45 a 49 | 32    |
| 40    | 40 a 44 | 24    |
| 28    | 35 a 39 | 28    |
| 28    | 30 a 34 | 28    |
| 40    | 25 a 29 | 16    |
| 20    | 20 a 24 | 16    |
| 12    | 15 a 19 | 36    |
| 28    | 10 a 14 | 12    |
| 12    | 5 a 9   | 12    |
| 24    | 0 a 4   | 8     |

## Economia
El 2007 la població en edat de treballar era de 538 persones, 361 eren actives i 177 eren inactives. De les 361 persones actives 329 estaven ocupades (179 homes i 150 dones) i 32 estaven aturades (14 homes i 18 dones). De les 177 persones inactives 48 estaven jubilades, 31 estaven estudiant i 98 estaven classificades com a «altres inactius».

### Ingressos
El 2009 a Condé-sur-Iton hi havia 336 unitats fiscals que integraven 819 persones, la mediana anual d'ingressos fiscals per persona era de 18.538 €.

### Activitats econòmiques
Dels 28 establiments que hi havia el 2007, 1 era d'una empresa alimentària, 3 d'empreses de fabricació d'altres productes industrials, 6 d'empreses de construcció, 2 d'empreses de comerç i reparació d'automòbils, 2 d'empreses de transport, 3 d'empreses d'hostatgeria i restauració, 1 d'una empresa d'informació i comunicació, 3 d'empreses immobiliàries, 4 d'empreses de serveis i 3 d'empreses classificades com a «altres activitats de serveis».
Dels 10 establiments de servei als particulars que hi havia el 2009, 1 era un paleta, 1 fusteria, 2 lampisteries, 1 electricista, 3 perruqueries i 2 restaurants.
L'únic establiment comercial que hi havia el 2009 era una fleca.
L'any 2000 a Condé-sur-Iton hi havia 19 explotacions agrícoles que ocupaven un total de 1.284 hectàrees.

## Equipaments sanitaris i escolars
El 2009 hi havia una escola elemental integrada dins d'un grup escolar amb les comunes properes formant una escola dispersa.

## Poblacions més properes
El següent diagrama mostra les poblacions més properes.